# Kubanische Fußballnationalmannschaft der Frauen
Die kubanische Fußballnationalmannschaft der Frauen repräsentiert  den karibischen Inselstaates Kuba im internationalen Frauenfußball. Sie untersteht dem kubanischen Fußballverband AFC.
Der AFC ist Mitglied im Weltverband FIFA und im Regionalverband CONCACAF. Daher ist die Mannschaft der Frauen an der Qualifikation für den CONCACAF Women’s Gold Cup berechtigt. Bei der ersten Teilnahme an dem Qualifikationsturnier 2010 scheiterten sie nur knapp im Rückspiel der Play-off-Runde an Guyana, trotz eines Hinspiel-Sieges.
Mit dem ersten Spiel 2007 ist die Frauennationalmannschaft von Kuba eine der jüngsten des CONCACAFs.

## Weltmeisterschaft
| - 1991: keine Teilnahme - 1995: keine Teilnahme - 1999: keine Teilnahme - 2003: keine Teilnahme - 2007: keine Teilnahme | - 2011: nicht qualifiziert - 2015: nicht qualifiziert - 2019: nicht qualifiziert - 2023: nicht qualifiziert |

## CONCACAF Women’s Championship / CONCACAF Women’s Gold Cup / CONCACAF W Championship
| - 1991: keine Teilnahme - 1993: keine Teilnahme - 1994: keine Teilnahme - 1998: keine Teilnahme - 2000: keine Teilnahme - 2002: keine Teilnahme | - 2006: keine Teilnahme - 2010: nicht qualifiziert - 2014: nicht qualifiziert - 2018: Vorrunde - 2022: nicht qualifiziert |

## Olympische Spiele
| - 1996: keine Teilnahme - 2000: keine Teilnahme - 2004: keine Teilnahme - 2008: nicht qualifiziert | - 2012: nicht qualifiziert - 2016: nicht qualifiziert - 2020: nicht qualifiziert |